# Черныш (Черниговская область)
Черны́ш (укр. Черни́ш) — село Черниговского района Черниговской области Украины, центр сельского Совета. Расположено в 20 км от районного центра и железнодорожного узла Чернигов. Население 529 человек.
Код КОАТУУ: 7425589501. Почтовый индекс: 15526. Телефонный код: +380 462.

## История
Черныш основан в начале XVIII в. Советская власть установлена в январе 1918 г. На фронтах Великой Отечественной войны сражались 625 жителей села, из них 270 награждены орденами и медалями, 160 — погибли. В селе установлен памятник в честь воинов-освободителей и воинов-односельчан, погибших в боях против гитлеровцев.
За мужество и героизм, проявленные при спасении моста через Днепр в городе Орша, уроженцу села, минёру 381-го отдельного сапёрного батальона 220-й стрелковой дивизии рядовому А. С. Юрченко присвоено звание Героя Советского Союза. В 1969 г. А. С. Юрченко избран почётным гражданином города Орша.

## Власть
Орган местного самоуправления — Чернышский сельский совет. Почтовый адрес: 15526, Черниговская обл., Черниговский р-н, с. Черныш, ул. Победы (Перемоги), 1а.
Чернышскому сельскому совету, кроме с. Черныш, подчинено сёло Клочков.